# Бабецкая, Евдокия Фёдоровна
Евдокия Фёдоровна Бабецкая (1905, село Завалов — 1979, село Завалов) — украинская советская деятельница, заместитель председателя Заваловского сельского совета Подгаецкого района Тернопольской области, депутат Верховного Совета СССР 1-го созыва (1940—1946) от Тернопольской области.

## Биография
Родилась в многодетной бедной крестьянской семье. С девятилетнего возраста батрачила у помещика графа Ворошинского.
В 1931 году вышла замуж за батрака, пять лет работала на помещичьих фольварках вместе с мужем. Затем работала в сельском хозяйстве, нанималась на поденные работы у состоятельных крестьян.

### Политическая деятельность
С сентября 1939 года, после присоединения Западной Украины к СССР, была агитатором и организатором крестьянских масс, избиралась членом сельского комитета села Завалов. 22 октября 1939 года стала депутатом Народных Сборов Западной Украины (НСЗУ). Во время заседаний Народного Собрания была избрана в Президиум и в Полномочную комиссию НЗЗУ. Принимала участие в визите полномочной делегации народного собрания Западной Украины в Москву.
С конца 1939 года — заместитель председателя Заваливского сельского совета Подгаецкого района Тернопольской области.
Была избрана депутатом Верховного Совета СССР 1-го созыва от Тернопольской области в Совет Союза в результате выборов 24 марта 1940 года.